# Волоховщина (Гомельская область)
Волоховщина (бел. Валахоўшчына) — деревня в Маложинском сельсовете Брагинского района Гомельской области Республики Беларусь.

## География

### Расположение
В 7 км на юг от Брагина, 36 км (на ветке Василевичи — Хойники от линии Калинковичи — Гомель), 126 км от Гомеля.

## Транспортная система
Транспортные связи по просёлочной, затем автомобильной дороге Комарин — Хойники.
Планировка состоит из чуть изогнутой улицы, ориентированной с юго-запада на северо-восток, застроена деревянными домами усадебного типа.

## История
Обнаруженные в XIX веке археологические памятники свидетельствуют про деятельность человека в этих местах с древних времён. По письменным источникам известна с начала XIX века как деревня в Речицком уезде Минской губернии. Согласно переписи 1897 года в Брагинской волости.
В 1931 году организован колхоз имени Т.Г. Шевченко, работала кузница. Согласно переписи 1959 года в составе колхоза «Заветы Ленина» (центр — деревня Ясени).
До 31 октября 2006 года в составе Дублинского сельсовета. C 31 октября 2006 года по 16 декабря 2009 года в составе Чемерисского сельсовета.

## Население

### Численность
- 2004 год — 16 дворов, 32 жителя

### Динамика
- 1850 год — 10 дворов, 66 жителей
- 1897 год — 19 дворов, 137 жителей (согласно переписи)
- 1908 год — 25 дворов, 231 житель
- 1959 год — 320 жителей (согласно переписи)
- 2004 год — 16 дворов, 32 жителя

## Известные уроженцы
- Иван Тихонович Мартыненко — Герой Социалистического Труда[4]